# Hildebrand Otto
Hildebrand G. Otto (Rotterdam, 1947) is een Nederlands organist.

## Levensloop

### Studies
Otto volgde zijn eerste orgellessen aan de volksmuziekschool in Rotterdam. Hij kreeg daar les van Jet Dubbeldam. Hierna ging hij naar het Rotterdams Conservatorium waar hij eveneens les kreeg van Dubbeldam. Daarnaast volgde hij nog een studie school- en kerkmuziek bij Arie J. Keijzer en Barend Schuurman.

### Loopbaan
Otto werd na zijn opleiding aangesteld als organist aan de Statensingelkerk en de Duyststraatkerk in Rotterdam en de Ontmoetingskerk in Oud-Beijerland. Daarnaast was hij muziekdocent aan het voortgezet onderwijs en de Pedagogische Academie te Rotterdam. Tevens was hij consulent muzikale vorming op basisscholen in Hoeksche Waard.
Otto bleef ook na zijn pensionering actief met kerkmuziek. Zo is hij nog deeltijds organist in de Hervormde dorpskerk in Heinenoord. Hij bespeelt hier het orgel van Gerhard Willem Lohman uit 1855. Tevens maakte hij op dit orgel klassieke koraalbewerkingen.

## Bladmuziek
- Advent en Kerst
- Vrolijk zingen wij uw lof
- Houd dan de lofzang gaande
- O kindeke klein
- Speelt voor den heer
- Bidden en smeken, loven en prijzen
- Ik kniel aan uw kribbe neer 1
- Ik kniel aan uw kribbe neer 2
- Met hart en hoofd en handen
- Nu daagt het in het oosten